# X (album de Kylie Minogue)
X este al zecelea album de studio al cântăreței pop Kylie Minogue. Este primul album al acesteia din mai 2005, când a fost diagnosticată cu cancer la sân. A fost nominalizat pentru Cel mai bun album internațional la premiile BRIT din 2008.

## Lista cântecelor
1. „2 Hearts” – 2:52
2. „Like a Drug” – 3:17
3. „In My Arms” – 3:32
4. „Speakerphone” – 3:54
5. „Sensitized” – 3:56
6. „Heart Beat Rock” – 3:24
7. „The One” – 4:05
8. „No More Rain” – 4:02
9. „All I See” – 3:03
10. „Stars” – 3:42
11. „Wow” – 3:12
12. „Nu-di-ty” – 3:02
13. „Cosmic” – 3:08